# Husnah Kukundakwe
Husnah Kukundakwe est une nageuse paralympique ougandaise, née le 25 mars 2007 à Kampala.

## Biographie

### Enfance et débuts
Husnah Kukundakwe est née avec une malformation congénitale qui a entraîné l'absence de son avant-bras droit et une malformation à la main gauche. Elle commence à nager à l'âge de trois ans, pour le plaisir, avant de se consacrer sérieusement à la natation, notamment sur 100 mètres nage brasse.

### Carrière
Husnah Kukundakwe commence sa carrière compétitive en 2017, en participant à des événements locaux, notamment le DSTV Swimming Gala Challenge. 
En 2018, elle remporte une médaille d'or au 100 mètres brasse lors du Korea Paralympic Youth Camp. 
En mai 2019, elle participe aux World Para Swimming World Series à Singapour.

#### Compétitions Internationales
- En 2019 : elle représente l'Ouganda aux Championnats du Monde de Natation Paralympique à Londres.
- À 14 ans : elle prend part aux Jeux Paralympiques de Tokyo 2020[4].
- En 2022 : aux Lignano Sabbiadoro World, elle remporte les premières médailles internationales pour l'Ouganda en para natation, incluant des médailles en 100 m papillon et 100 m brasse.
- Jeux du Commonwealth 2022, elle est la seule nageuse paralympique représentant l'Ouganda aux Jeux du Commonwealth à Birmingham.
- Elle participe aux Jeux Paralympiques de Paris en 2024[5]

## Engagement Social
Elle est ambassadrice pour le Comité international paralympique et travaille pour sensibiliser le public aux défis rencontrés par les personnes handicapées en Ouganda.